# نوران، آق‌سو
نوران (به لاتین: Nuran) یک منطقهٔ مسکونی در جمهوری آذربایجان است که در شهرستان آق‌سو واقع شده‌است. نوران ۳۷۹ نفر جمعیت دارد.